# Sirdskalns
Sirdskalns (doslovně přeloženo z lotyštiny: srdeční kopec) je kopec ve Vidzemských vrších, druhá nejvyšší hora Lotyšska. Z vrcholku hory je vidět jezero Talejas. Podle legendy kopec dokáže vyřešit problémy lidí, proto jich sem mnoho chodilo, žádali radu od srdce.